# John Harkes
John Harkes (Kearny, Nueva Jersey, 8 de marzo de 1967) es un exfutbolista y entrenador estadounidense. Jugaba de mediocampista y su último equipo fue el Columbus Crew de la Major League Soccer de Estados Unidos. Actualmente dirige al Greenville Triumph SC.
Es miembro del National Soccer Hall of Fame desde el año 2005.
También, es el padre de Ian Harkes, que actualmente juega en Escocia.

## Trayectoria
John Harkes, oriundo de Nueva Jersey de origen escocés, comenzó a jugar al fútbol cuando él iba en la secundaria y se graduó en 1985. En su tiempo como futbolista, tuvo un buen desempeño. De 1985 a 1987, jugó por el equipo de fútbol de la Universidad de Virginia.  En 1989, fichó por los Albany Capitals de la American Soccer League.
En 1990 partió a Inglaterra donde firmó por el Sheffield Wednesday. En su estadía por el Sheffield, tuvo un buen paso, jugó dos finales de la Copa de la Liga, donde fue campeón en 1991, y marcó en la definición de 1993. También, participó en la final de la FA Cup de 1993 y terminó con el segundo lugar. A mediados de 1993, fichó por el Derby County y disputó 2 temporadas. En 1995 llegó a la Major League Soccer para buscar un equipo para la edición 1996, como la liga aún estaba en receso, fue a jugar a préstamo por el West Ham United.
En 1996, empezó a jugar en la Major League Soccer por el D.C. United. En su paso por el club capitalino fue muy buena, se consagró como uno de los jugadores más importantes, logró ganar la Copa MLS en 1996 y 1997, y fue uno de los pilares fundamentales para que el United se consagre a nivel internacional en 1998 tras ganar la Copa de Campeones de la Concacaf y la Copa Interamericana.
A finales de 1998, volvió al fútbol inglés para disputar por el Nottingham Forest por unos meses. En 1999 fue traspasado al New England Revolution y jugó tres temporadas. Entre 2001 a 2002, actuó en el Columbus Crew, y fue su último equipo. Después de su retiro, arrancó su carrera como comentarista deportivo en diversos canales y trabajó en las divisiones menores del D.C. United hasta el 2006. 
De 2006 a 2007 fue el asistente técnico de los New York Red Bulls. En 2016 firmó como entrenador de FC Cincinnati y se mantuvo hasta 2017. En 2018 fue contratado como DT de Greenville Triumph.

## Selección nacional
Jugó 90 partidos con la selección estadounidense y anotó 6 goles. Su primer partido fue un amistoso ante Canadá, encuentro que se jugó el 23 de marzo de 1987. Disputó la Copa Mundial de Italia 1990 y actuó en tres partidos. Para el Mundial de su país en 1994, en el partido frente a Colombia, lanzó un centro, pero la pelota terminó en el defensa colombiano, Andrés Escobar, intentó despejarla, sin embargo, marcó en su propio arco y significó el 2-0 parcial de los estadounidenses y que terminó con victoria 2-1. Cabe señalar que por culpa de ese autogol a favor de los Estados Unidos, Escobar fue asesinado en su país de origen, esto fue después de la Copa Mundial. Participó en la Copa América 1995, fue uno de los mejores del equipo y su combinado terminó entre los 4 mejores del torneo. 
Steve Sampson, entrenador de la selección en esa época, consideró a él como "Capitán de por Vida". Pero, en la previa de la Copa Mundial de 1998, fue separado del equipo. Aunque hubo muchas críticas y especulación sobre la razón por la cual el director técnico había tomado esa decisión, doce años después, se reveló que la expulsión de Harkes del equipo se debió a una aventura que tuvo con la esposa de su compañero de equipo, Amy, esposa del delantero Eric Wynalda.
Cuando asumió Bruce Arena hace unos meses después del Mundial, lo consideró en sus convocatorias. En 2000, acabó su carrera con la selección. 
Participó en otros torneos: jugó la Copa FIFA Confederaciones en 1992 y 1999; 4 veces en la Copa de Oro de la Concacaf en 1991 (donde terminó campeón), 1993, 1996 y 1998; y disputó los Juegos Olímpicos de 1988.

## Clubes

### Como jugador
| Club                   | País           | Año       |
| ---------------------- | -------------- | --------- |
| Virginia Cavaliers     | Estados Unidos | 1985–1988 |
| Albany Capitals        | Estados Unidos | 1989      |
| Sheffield Wednesday    | Inglaterra     | 1990–1993 |
| Derby County           | Inglaterra     | 1994–1995 |
| West Ham United        | Inglaterra     | 1995–1996 |
| D.C. United            | Estados Unidos | 1996–1998 |
| Nottingham Forest      | Inglaterra     | 1999      |
| New England Revolution | Estados Unidos | 1999–2001 |
| Columbus Crew          | Estados Unidos | 2001–2002 |

### Como entrenador
| Club                                    | País           | Año       |
| --------------------------------------- | -------------- | --------- |
| New York Red Bulls (entrenador adjunto) | Estados Unidos | 2006–2007 |
| FC Cincinnati                           | Estados Unidos | 2016–2017 |
| Greenville Triumph SC                   | Estados Unidos | 2018–     |

## Palmarés

### Campeonatos nacionales
| Título                 | Club                | País           | Año  |
| ---------------------- | ------------------- | -------------- | ---- |
| Football League Cup    | Sheffield Wednesday | Inglaterra     | 1991 |
| Copa MLS               | D.C. United         | Estados Unidos | 1996 |
| U.S. Open Cup          | D.C. United         | Estados Unidos | 1996 |
| Copa MLS               | D.C. United         | Estados Unidos | 1997 |
| MLS Supporters' Shield | D.C. United         | Estados Unidos | 1997 |

### Campeonatos internacionales
| Título                           | Club        | País           | Año  |
| -------------------------------- | ----------- | -------------- | ---- |
| Copa de Campeones de la Concacaf | D.C. United | Estados Unidos | 1998 |
| Copa Interamericana              | D.C. United | Estados Unidos | 1998 |

### Distinciones individuales
| Distinción                   | Año  |
| ---------------------------- | ---- |
| National Soccer Hall of Fame | 2005 |